# Piedras de Stora Hammars

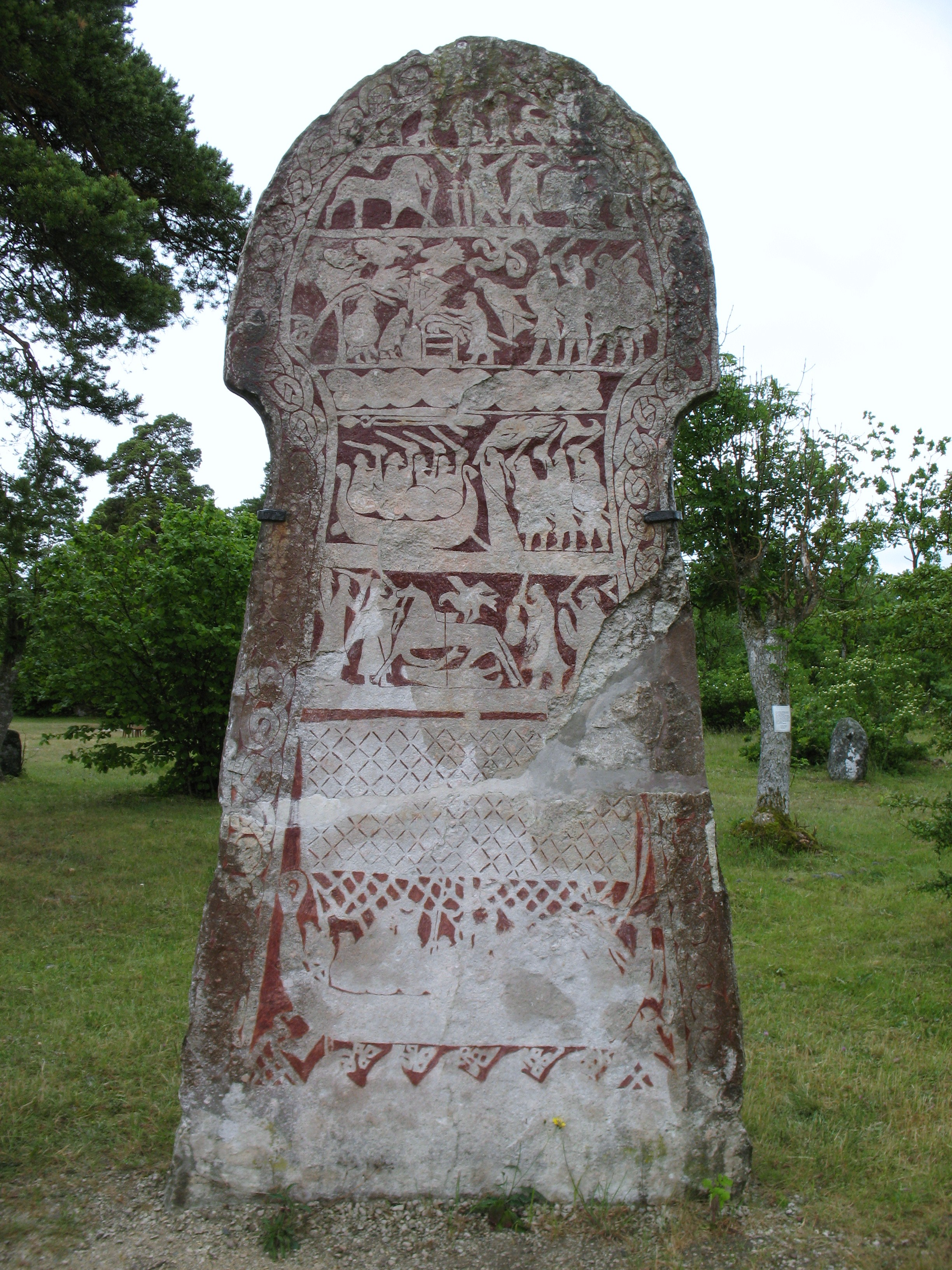
Piedra de Stora Hammars I.

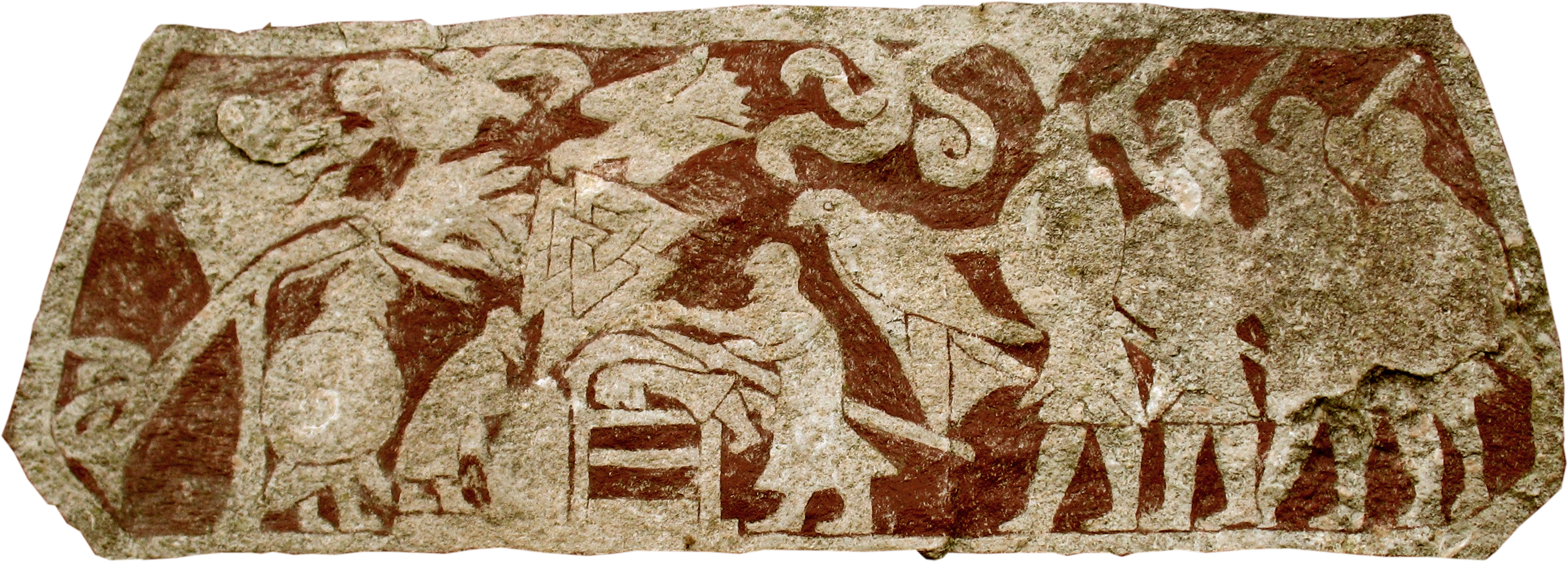
Detalle de Stora Hammars: muestra un hombre postrado sobre su vientre y otro usado su arma a su espalda, un Valknut, y dos águilas, una de las cuales es sostenida por un hombre a la derecha.

Las piedras de Stora Hammars son cuatro piedras pictóricas escandinavas  de la Era vikinga, pertenecientes a la Edad del Hierro germánica (siglo VIII d. C.), localizadas en Gotland, Suecia.

## Descripción
Las cuatro piedras conocidas presentan formas fálicas y muestran imágenes sobre mitología y tradiciones nórdicas. Las identificadas como II y IV están muy deterioradas.
Actualmente, no se encuentran en su ubicación original (la granja de Stora Hammars en la parroquia de Lärbro), sino que se conservan al aire libre en el Museo de Bunge (Bungemuseet en Fårösund, al norte de la isla), a donde fueron trasladadas dos de ellas en 1923 y las restantes en 1946.

### Stora Hammars I
La piedra muestras seis paneles con un fondo mitológico, religioso y marcial, incluso una escena de sacrificio con un Valknut sobre el altar, y un barco tripulado con guerreros armados. Ha sido interpretada como la ilustración de la leyenda de Hildr. La piedra incluye una imagen de un guerrero colgado de un árbol con un Valknut cerca, considerado por ser símbolo del culto a Odín, validando los informes en referencia a los sacrificios humanos en el Paganismo nórdico.

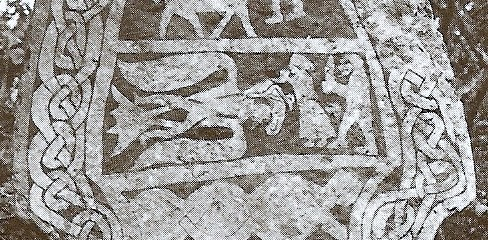
Detalle de Stora Hammars III mostrando a Odin en su forma de águila (atención a la barba del águila), Gunnlod sosteniendo el licor de la poesía, y Suttung.

### Stora Hammars III
La imagen de la piedra Stora Hammars III tiene cuatro paneles, el más bajo muestra un barco con guerreros. En uno de los paneles aparece Odín en forma de águila sosteniendo el licor de la poesía. com describe sección 6 del segundo capítulo de la Edda prosaica Skáldskaparmál. En otro panel aparece un jinete a caballo y una mujer que le saluda,  lleva un delantal largo quizás plegado o enaguas y un sobrevestido corto, quien ha sido interpretada como la figura de una Valquiria.